# Rivulidae
Rivulidae är den artrikaste familjen ovipara fiskar bland de äggläggande tandkarparna. Arterna förekommer i sött- och bräckt vatten i Nord-, Mellan- och framför allt Sydamerika. De inräknades tidigare alla till familjen Aplocheilidae och kallades då ibland på svenska för rivuliner, för att särskilja dem från övriga arter. De har emellertid sedan dess upphöjts till en egen familj. Det taxonomiska arbetet kring familjen Rivulidae fortgår dock alltjämt, och de olika släktenas inbördes systematik är ännu inte helt klarlagd.
Familjen omfattar både annuella årstidsfiskar och icke-annuella så kallade växtlekare. Den har fått sitt namn av latinets rivus, som betyder "flod".
Inom familjen finns arten Kryptolebias marmoratus, ett av världens få ryggradsdjur som är en äkta hermafrodit. Hos arten förekommer inga honor, bara hanar och självbefruktande hermafroditer.

## Släkten
Det har skett stora förändringar vad gäller klassificeringen av de olika släktena i Rivulidae, särskilt på grund av ett genomgripande arbete av den brasilianske iktyologen Wilson José Eduardo Moreira da Costa. Följande lista grundar sig på uppgifter från FishBase, med tillägg av nyligen funna forskningsresultat av Costa och den franske iktyologen Jean-Henri Huber.
- Anablepsoides Huber, 1992
- Aphyolebias W.J.E.M. Costa, 1998
- Atlantirivulus W.J.E.M. Costa, 2008
- Austrofundulus Myers, 1932
- Austrolebias W.J.E.M. Costa, 1998
- Campellolebias Vaz Ferreira & Sierra de Soriano, 1974
- Cynodonichthys Meek, 1904
- Cynolebias Steindachner, 1876
- Cynopoecilus Regan, 1912
- Gnatholebias (Myers, 1935)
- Hypsolebias W.J.E.M. Costa, 2006
- Kryptolebias W.J.E.M. Costa, 2004
- Laimosemion Huber, 1999
- Leptolebias Myers, 1952
- Llanolebias Hrbek & Taphorn, 2008
- Maratecoara W.J.E.M. Costa, 1995
- Melanorivulus W.J.E.M. Costa, 2006
- Micromoema W.J.E.M. Costa, 1998
- Millerichthys W.J.E.M. Costa, 1995
- Moema W.J.E.M. Costa, 1989
- Nematolebias W.J.E.M. Costa, 1998
- Neofundulus Myers, 1924
- Notholebias W.J.E.M. Costa, 2008
- Ophthalmolebias W.J.E.M. Costa, 2006
- Papiliolebias W.J.E.M. Costa, 1998
- Pituna W.J.E.M. Costa, 1989
- Plesiolebias W.J.E.M. Costa, 1989
- Prorivulus W.J.E.M. Costa, S.M.Q. Lima & Suzart, 2004
- Pterolebias Garman, 1895
- Rachovia Myers, 1927
- Renova Thomerson & Taphorn, 1995
- Rivulus Poey, 1860
- Simpsonichthys A. L. de Carvalho, 1959
- Stenolebias W.J.E.M. Costa, 1995
- Terranatos Taphorn & Thomerson, 1978
- Trigonectes Myers, 1925
- Yssolebias  Huber, 2012 – förmodligen utdött